# Anita Somani
Anita Somani est une médecin et femme politique américaine qui représente le 11e district à la Chambre des représentants de l'Ohio. Élue en novembre 2022, elle prend ses fonctions le 1er janvier 2023.

## Éducation
Anita Somani obtient un baccalauréat ès arts en psychologie de l'université Miami et un doctorat en médecine du Medical College of Ohio.

## Carrière
De 1994 à 2020, Anita Somani est obstétricienne et la propriétaire de Comprehensive Women's Care. En 2020, elle rejoint OhioHealth en tant que gynécologue. Elle est élue à la Chambre des représentants de l'Ohio en novembre 2022,. Elle soutient la question 1[pas clair] en novembre 2022[réf. nécessaire].